# Каскад ГЕС на Сочі
Каскад ГЕС на річці Соча (більш відома під її італійською назвою Ізонцо) станом на 2016 рік складається з шести електростанцій загальною потужністю144 МВт та середньорічною виробіткою енергії 685 млн кВт·год. Крім того, в цьому районі діють близько двох десятків невеликих станцій потужністю до 5 МВт.
Першу електростанцію каскаду — Доблар I — ввели в експлуатацію в 1939 році. Роботу цієї дериваційної ГЕС забезпечує гребля Подсело висотою 55 метрів. Від утвореного нею водосховища до підземного машинного залу йде підвідний тунель довжиною 3,5 км. Потужність трьох гідроагрегатів станції складає 30 МВт, а середньорічна виробітка електроенергії близько 150 млн кВт·год.
Майже одночасно було споруджено другу ГЕС каскаду — Плаве I. Введена в дію в 1940 році, ця станція також відносилась до дериваційного типу. Для неї була споруджена гребля Аджба висотою 39 метрів. Центральна частина греблі складалась з трьох шлюзів для пропуску води під час повені, розташованих поміж чотирьох масивних пілонів (до речі, в історії одного з останніх значиться пошкодження внаслідок авіабомбардування під час 2-ї світової війни). Крім того, біля одного з берегів влаштували два водозливи, один з яких в 1974 році перетворили на мініелектростанцію, обладнавши там генераторне приміщення. Від водосховища до машинного залу ГЕС проклали підвідний тунель довжиною 5,5 км.  Два встановлені гідроагрегати мають сукупну потужність у 15 МВт, що забезпечує середньорічна виробітка електроенергії на рівні 80 млн кВт·год.
Наступні роботи на каскаді розгорнулись майже через півстоліття після здачі перших двох станцій. У 1984 році на Сочі ввели в експлуатацію ГЕС Солкан, три гідроагрегати якої при сукупній потужності 32 МВт здатні виробляти в середньому 105 млн кВт·год на рік. У тому ж десятилітті була споруджена найбільша серед малих електростанцій в басейні Сочі — ГЕС Задлашчіца, яка використовує енергію однойменного струмка та при потужності 8 МВт може виробляти 35 млн кВт·год на рік.
Наступний проект на Сочі розпочався в кінці 90-х років. Потреба в покритті пікових навантажень змусила звернути увагу на можливості, які надавали давно побудовані греблі Подсело та Аджба. Від утворених ними водосховищ спорудили додаткові дериваційні канали довжиною 4 та 6 км, які живлять ГЕС Доблар II та Плаве II. На кожній станції встановили по одному гідроагрегату, потужністю 40 МВт для Доблар та 19 МВт для Плаве. Їх середня річна виробітка складає 199  та 116 млн кВт·год відповідно.
Після цього у 2011—2013 послідовно заміни всі 3 гідроагрегати ГЕС Доблар I, вік яких на той час перевищив 70 років.
Розглядається можливість спорудження в майбутньому ще однієї станції каскаду — ГЕС Мале потужністю 19 МВт.
Також можна зазначити, що водосховище Аджба використовується як нижня водойма для гідроакумулюючої станції Авче.